# Pont Bessières
Pour les articles homonymes, voir Bessières.
Ne doit pas être confondu avec Pont de Bessières.
Le pont Charles-Bessières, plus communément appelé pont Bessières, est un pont de Lausanne (Suisse), ouvert en 1910.

## Situation
Le pont Bessières est le plus en amont des trois ponts routiers franchissant la vallée du Flon sur la commune de Lausanne. Il prolonge les rues Caroline et de Langallerie à l'est et la rue Pierre Viret à l'ouest, reliant ainsi le quartier de Caroline à la colline de la Cité. Il passe au-dessus de la rue St-Martin.

## Histoire

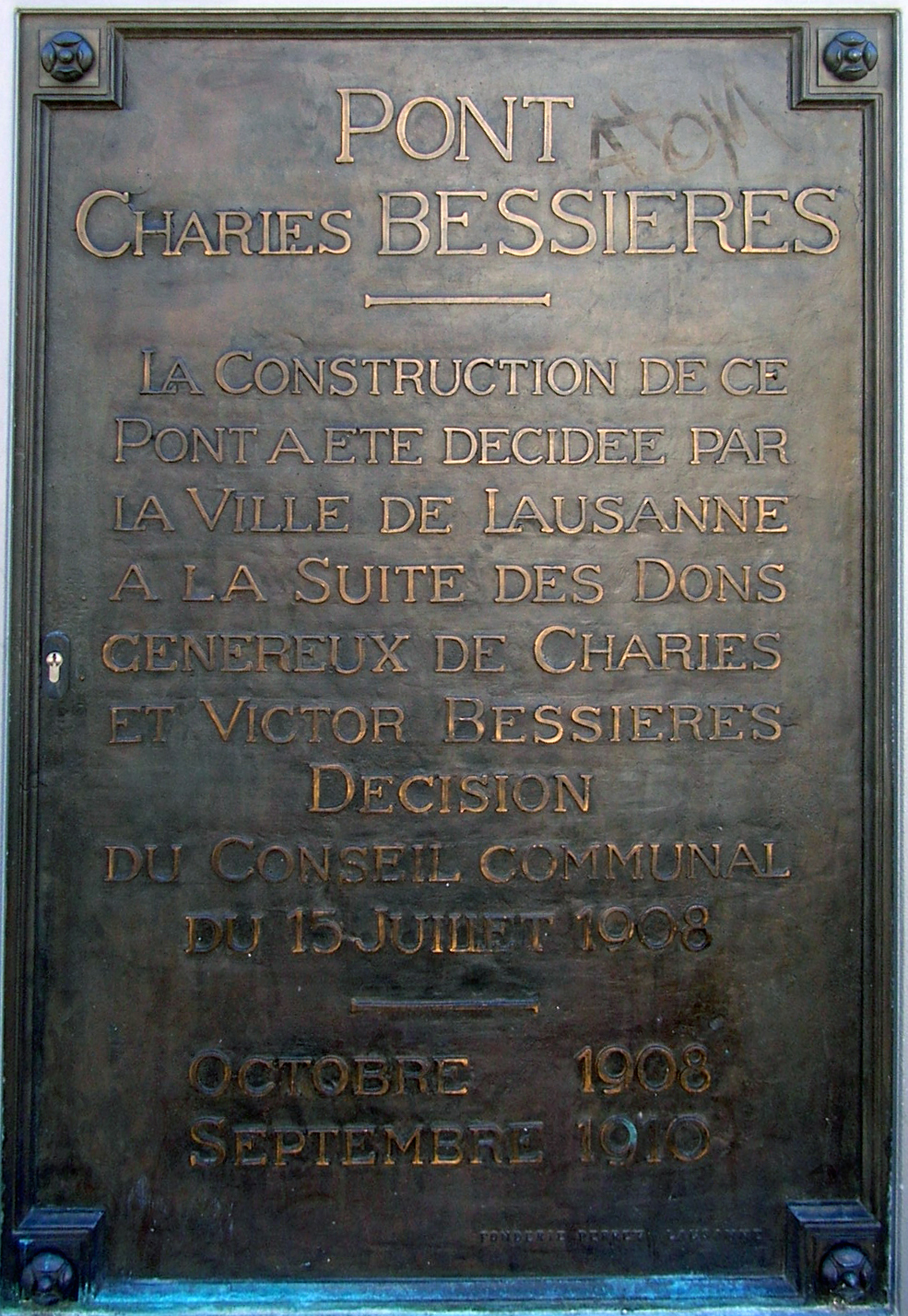
La plaque commémorative en l'honneur de Charles Bessières

Au XIXe siècle, plusieurs projets de ponts entre la Cité et l'est de la ville voient le jour, mais sont tous mis de côté. En 1899, un concours attribue le chantier à l’architecte Eugène Jost. En 1901, Charles Bessières, banquier et bijoutier lausannois, offre 500 000 francs pour la construction d'un pont entre la Cité-Dessous (près du bâtiment de l'École Industrielle) et le quartier de la Caroline (près de la chapelle de Marterey), par-dessus la tannerie Mercier. Il exige que ce pont soit érigé avant celui que la ville envisage de construire plus en amont, entre la Cité et l'École de Médecine (située à l'Ancienne-Douane).
Charles Bessières décède le 27 juin 1901. Cinq jours plus tard, dans sa séance du 2 juillet 1901, le Conseil communal de Lausanne décide d'accepter le legs, de donner le nom de Charles-Bessières au pont et d'ajourner la construction du pont Cité-École de Médecine. Le don supplémentaire de 50 000 francs de son frère Victor sept ans plus tard (auxquels s'ajoutent 400 francs à distribuer aux ouvriers de l'entreprise) permet aux travaux de débuter le 14 septembre 1908. Le pont est inauguré le 24 septembre 1910 en présence de Victor et de sa sœur Charlotte Bessières.

## Construction
Le projet initial d'Eugène Jost comprend notamment, aux deux entrées du pont, vu la présence de la Cathédrale à quelques dizaines de mètres de là, des tourelles de style néo-médiéval. Le projet étant jugé trop onéreux, le pont est finalement orné d’obélisques de 11 m de style Louis XVI, s’accordant avec l’ancien hôpital néo-classique voisin.
Les travaux sont exécutés sous la direction de l'ingénieur en chef Édouard Chavannes. A. Vautier est l'ingénieur-conseil de la commune et le Professeur Lugeon, géologue, est consulté pour les fondations. Les Ateliers de constructions mécaniques de Vevey sont choisis comme entreprise générale du pont et E. Bellorini comme entrepreneur cocontractant pour les maçonneries.

## Caractéristiques techniques

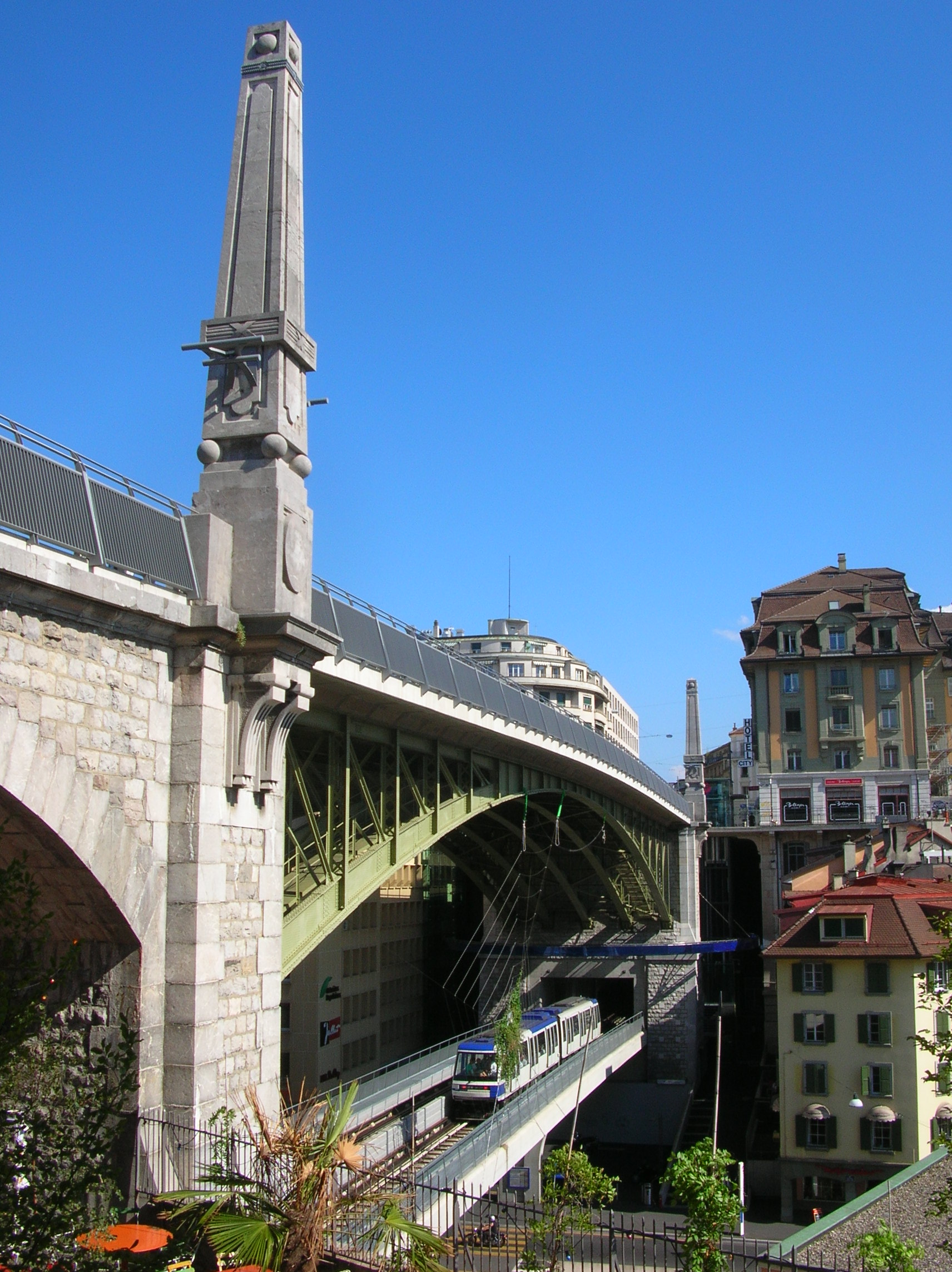
Le pont Bessières vu de la Cité, avec un des obélisques

La distance entre les culées est de 81,20 m et sa longueur totale est de 120 m. Sa largeur de 15 m, comprenant une chaussée de 9 m et deux trottoirs de 3 m chacun. Le profil en long de la chaussée comporte deux rampes de 2,5 %, reliées par un arc parabolique. La flèche d'extrados de la construction métallique est de 0,75 m. Le pont présente donc un bombement longitudinal.
Le tablier est composé d'une arche métallique, à deux articulations, de 80 m de portée entre rotules, divisée en 20 panneaux de 4 m. Il est supporté de part et d'autre par deux voûtes de 15 m. avec des culées de 4 m de largeur.
Dans sa largeur de 15 m, le tablier est supporté par cinq arcs, distants de 3 m d'axe en axe.

## Rénovations et Pont Saint-Martin
Une première rénovation a lieu en 1972 (avec un rehaussement des balustrades de 1,1 à 1,3 m). Entre 2001 et 2003, le pont Bessières fait l'objet d'une rénovation générale (dont un rehaussement des balustrades à 1,55 m en 2003).
Entre 2006 et 2007, le pont Bessières connaît d'importants travaux. Les deux culées sont percées pour permettre la construction du pont Saint-Martin, situé donc directement sous le pont Bessières, dans le même sens que lui. Le pont St-Martin supporte les rames de la nouvelle ligne de métro M2 entre les stations de Riponne-Maurice Béjart et de Bessières, cette dernière étant directement creusée dans la culée est.[réf. nécessaire]
En 2022, des parois de verre de 1,8 m sont installées autour des quatre obélisques de pierre.

## Photographies

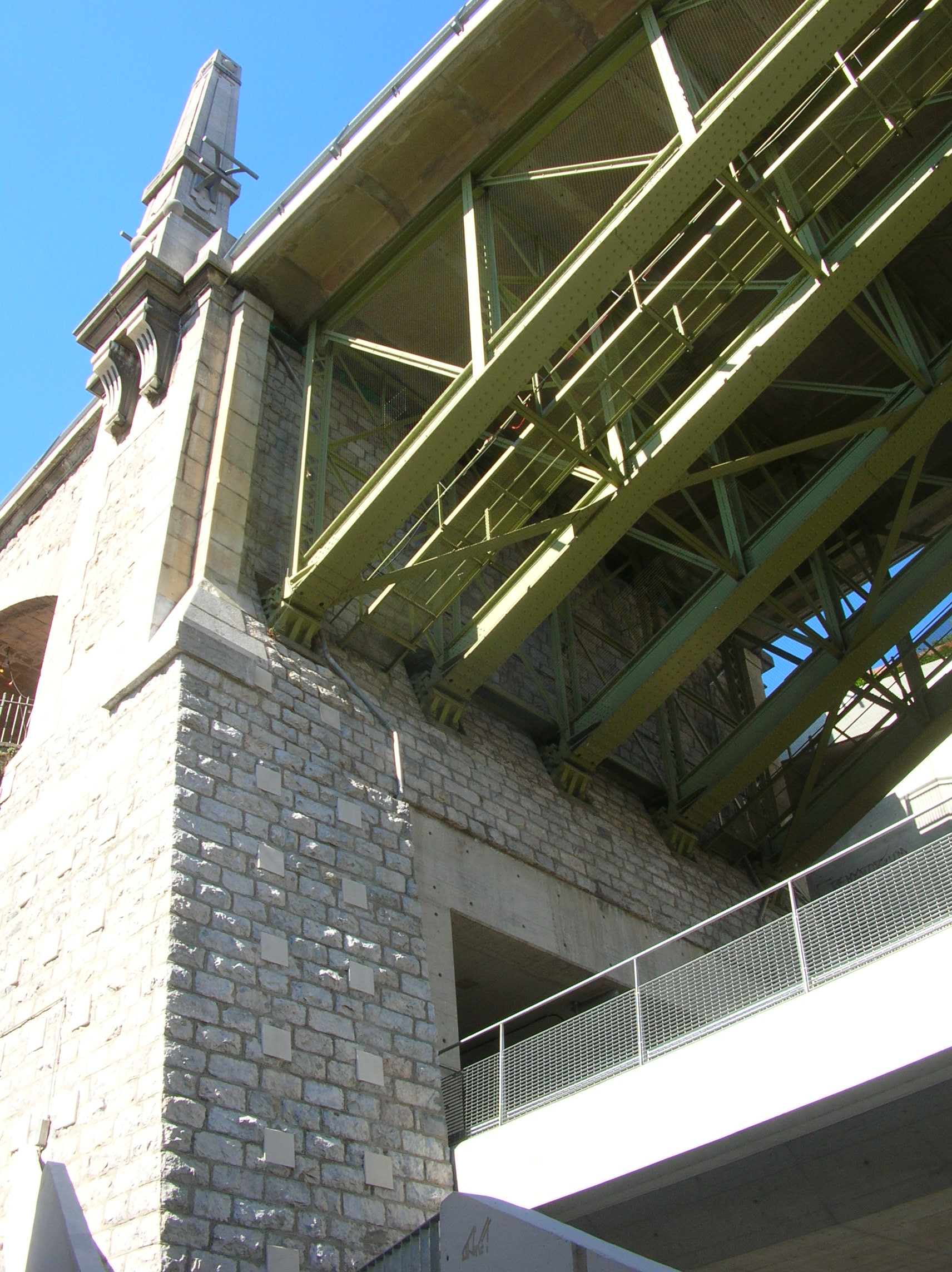
Culée ouest du pont Bessières avec le passage du pont Saint-Martin
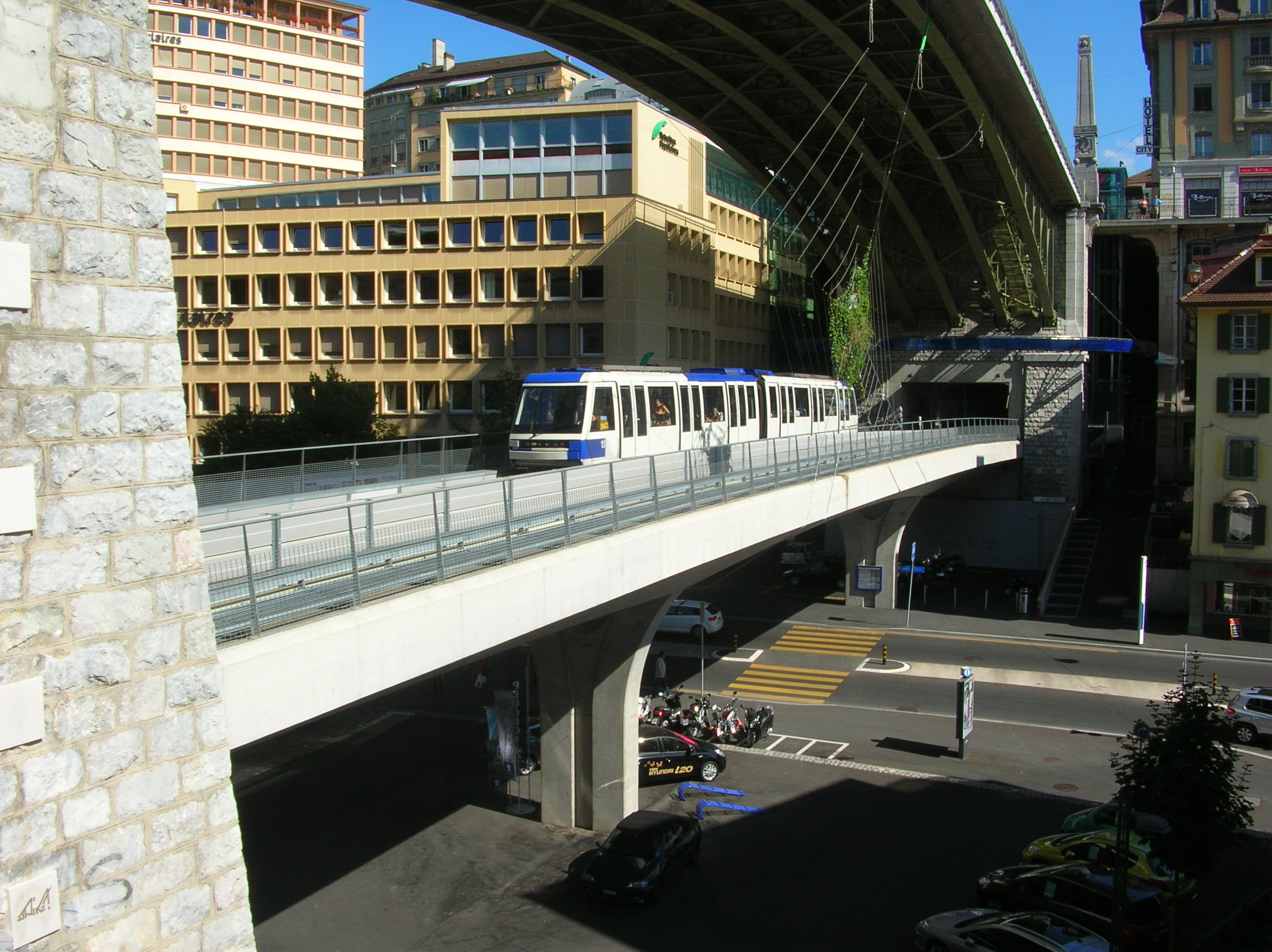
Passage du métro M2 sur le pont St-Martin, sous le pont Bessières
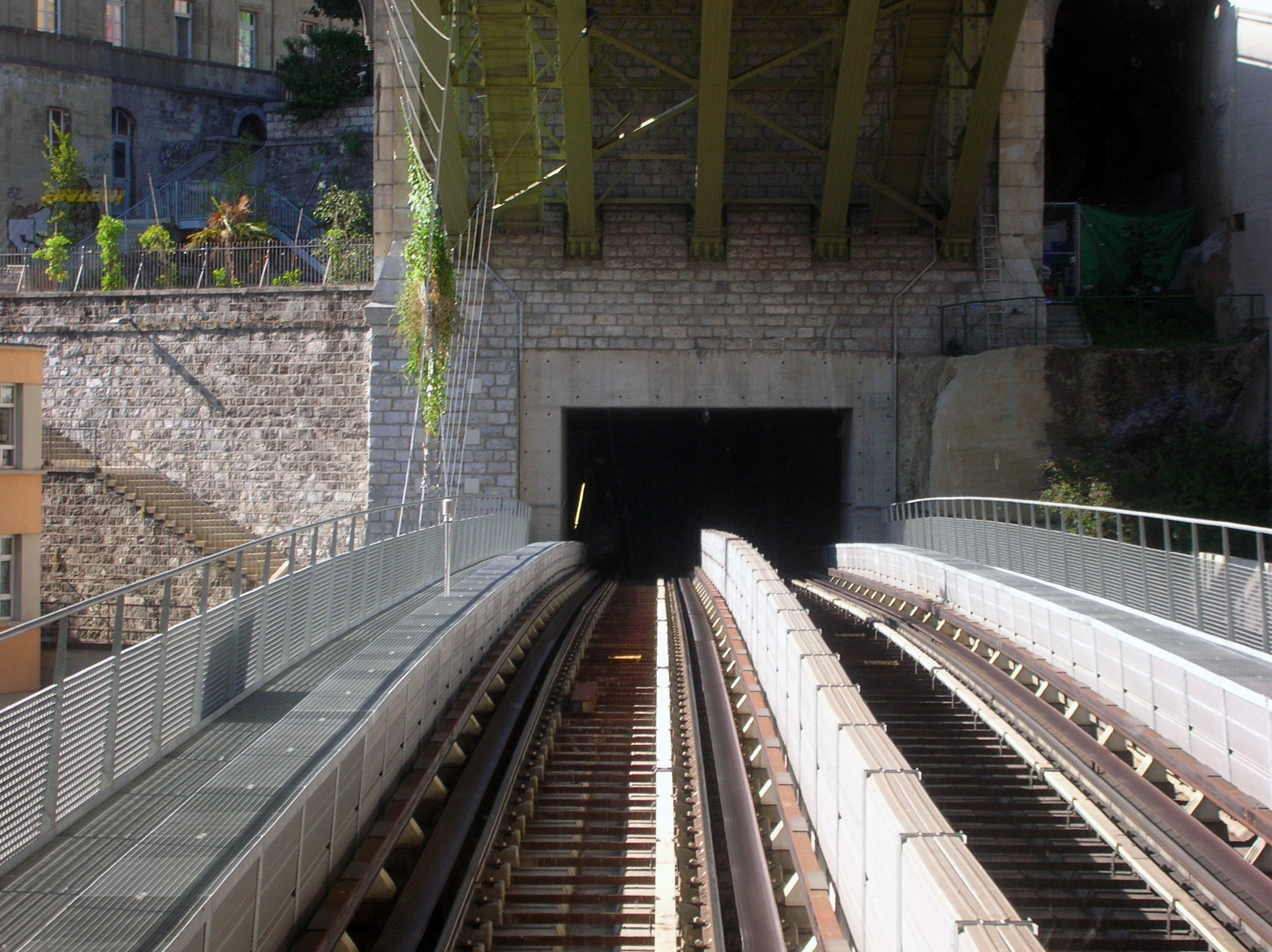
Vue du tunnel Viret du M2, à travers la culée ouest du pont Bessières